# Ananas
Ananasul (Ananas comosus) este un fruct comestibil cărnos, cu gust dulce-acrișor și foarte aromat. Are numele comun atât al plantei tropicale cât și al fructului. Conține vitaminele A, B, B1 și C. Conține de asemenea betacaroten, potasiu, magneziu și săruri minerale. Stimulând organismul, este recomandat mai ales pentru buna sa digestibilitate.

## Origini
A fost descoperit în sudul Braziliei și al Paraguayului. Băștinașii îl numeau “nana”, adică “fructul delicios, parfumat”. A fost adus în Europa de Cristofor Columb și cultivat în sere începând cu anul 1720.

## Componența
Ananasul conține acid citric, acid malic, vitaminele A, B, B1 și C cât jumătate din fructul unui portocal. Totodată, conține o drojdie și un ferment digestiv (bromelină) care digeră în câteva minute de 1000 de ori greutatea ei de proteine și care este comparată cu pepsina și papaina. Totodată, ananasul conține deopotrivă betacaroten, iod, magneziu, mangan, potasiu, calciu, fosfor, fier, sulf și săruri minerale.

## Proprietăți
Printre proprietățile ananasului, enumerăm: nutritiv (foarte digestibil), stomahic, diuretic, dezintoxicant.

## Indicații
Anemie, creștere, convalescență, demineralizare, dispepsii, intoxicații, arterioscleroză, artrită, gută, litiază, obezitate.

## Mod de folosire
Uz intern: fructul ca atare (foarte copt) sau suc. Este totodată utilizat și în tratamentul obezității.
Uz extern: sucul de ananas în aplicație externă este recomandat ca tonifiant al pielii normale.
Este foarte bun și pentru stomac

## Imagini

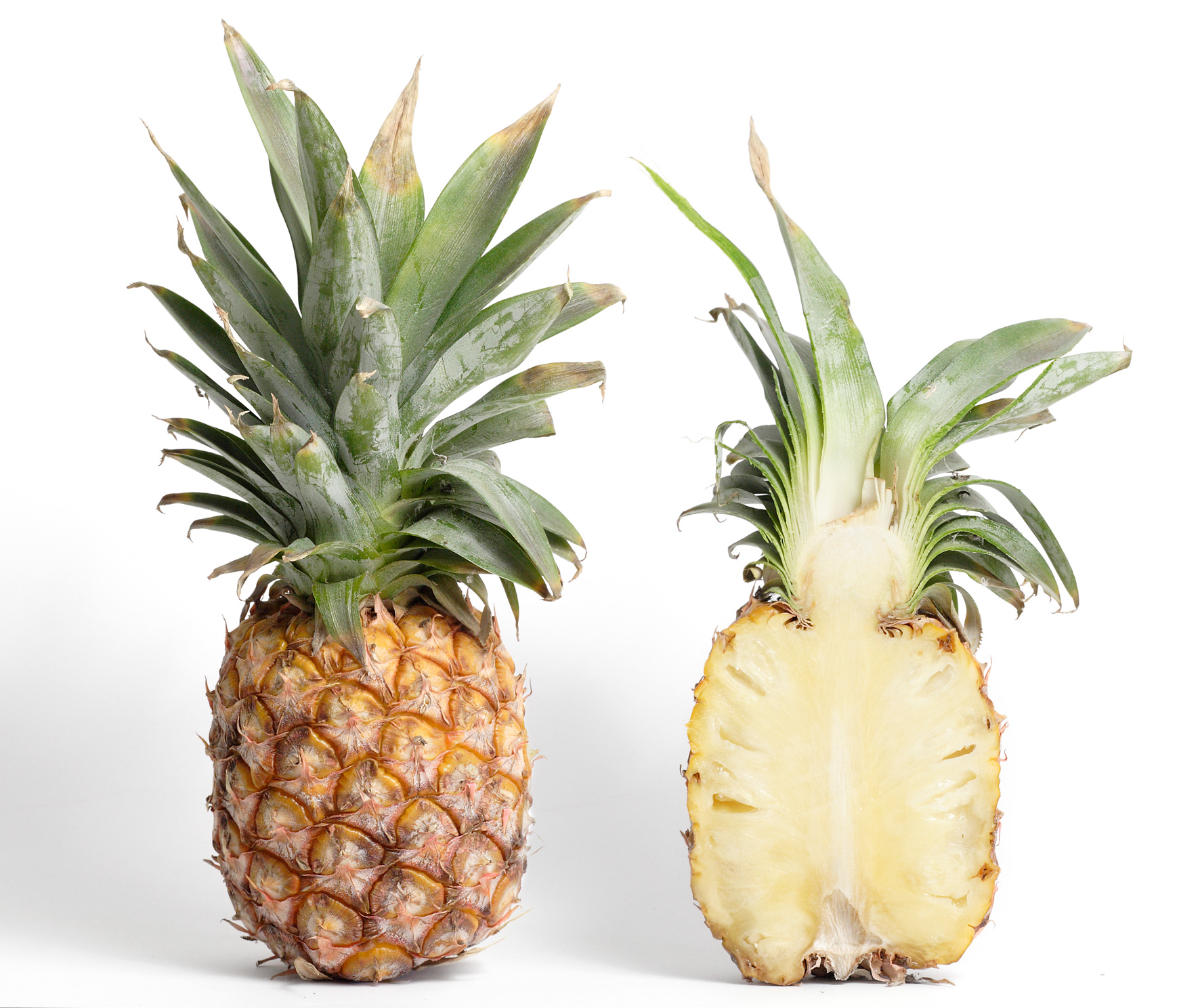
Un ananas secţionat
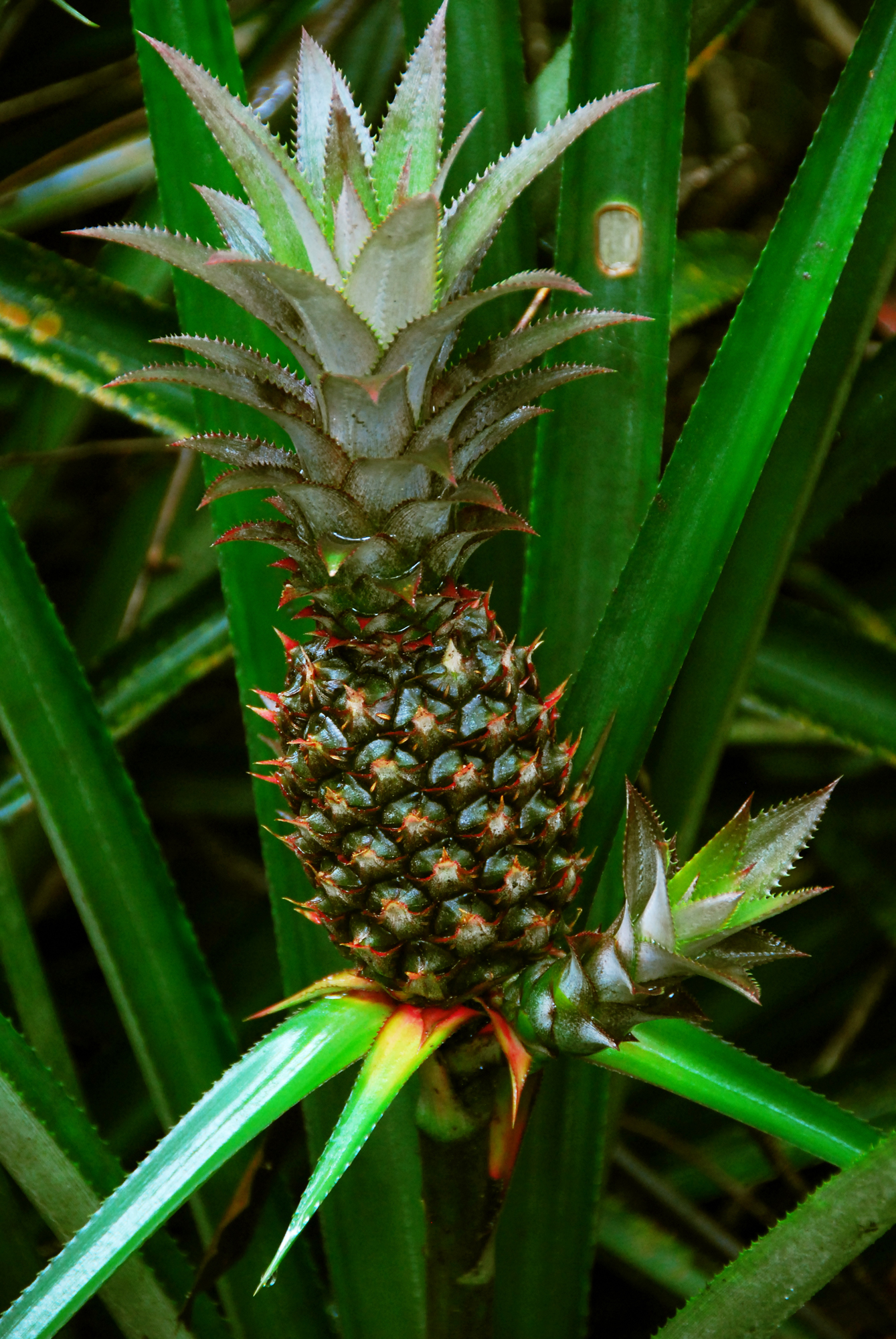
Fructul plantei ananans
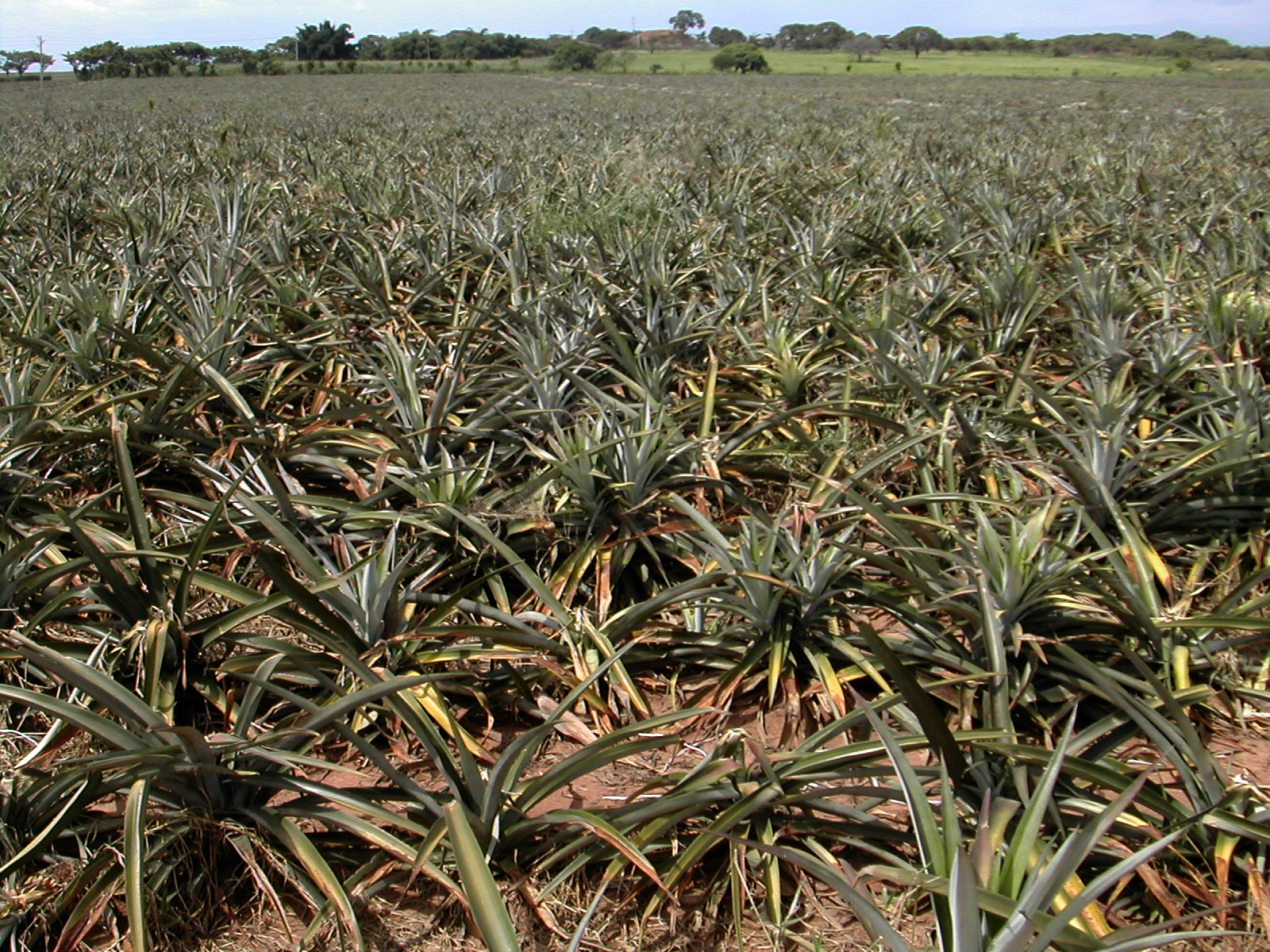
Câmp pe care se cultivă ananas
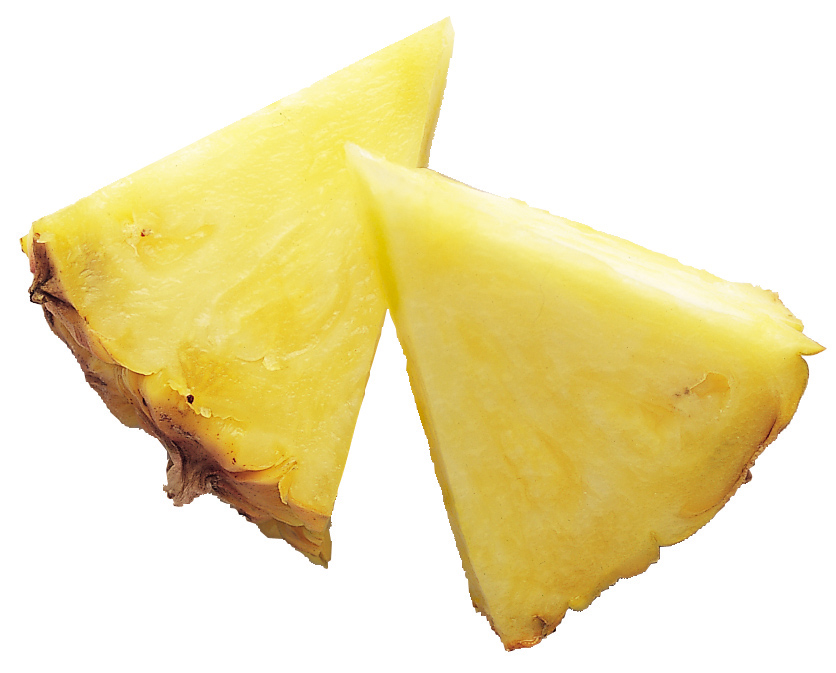
Felii de ananas